# Gestión del tiempo

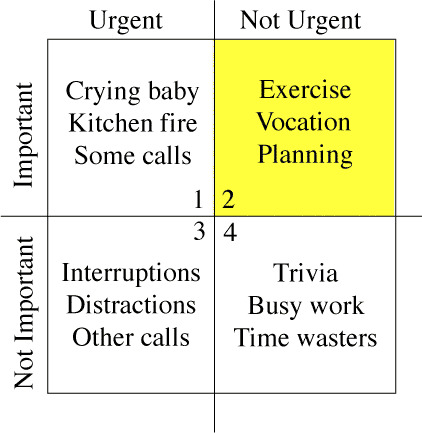
Una "tabla de Eisenhower" básica para ayudar a evaluar la urgencia y la importancia de las tareas, y así gestionar el tiempo dedicado a ellas. Los elementos pueden ser colocados en puntos más precisos dentro de cada cuadrante.

La gestión del tiempo,  organización del tiempo o administración del tiempo es el proceso de planear y ejercitar el control consciente del tiempo empleado en actividades concretas, especialmente para aumentar la eficacia, la eficiencia o la productividad. Supone para la persona el manejo simultáneo y la acomodación de actividades laborales, sociales, familiares, hobbys, compromisos e intereses con la finitud del tiempo.
Utilizar el tiempo eficientemente guía a la persona entre las diferentes actividades que realiza. Por el contrario, una utilización ineficiente genera falta de tiempo. Numerosas habilidades, herramientas y técnicas ayudan a gestionar el tiempo cumpliendo tareas, proyectos y objetivos en los plazos fijados. La gestión del tiempo se considera entre los buenos hábitos de trabajo y entre las habilidades gerenciales.
Inicialmente el término "gestión del tiempo" solo se refería al ámbito laboral y empresarial, pero ha ampliado su alcance para incluir también actividades personales.
Un sistema de gestión del tiempo es una combinación diseñada de procesos, herramientas, técnicas y métodos con esta finalidad. La gestión del tiempo normalmente es una necesidad en cualquier desarrollo de proyecto, porque determina su alcance y el momento en que se completará del todo. También es importante entender que existen diferencias técnicas y estructurales en la gestión del tiempo debidas a distintas concepciones culturales del tiempo.
Una gestión eficaz del tiempo es esencial para maximizar el retorno del tiempo invertido (ROTI). Al priorizar tareas y organizar horarios, las personas pueden asegurarse de que el tiempo se dedique a actividades que generen el mayor valor. Diversas técnicas pueden ayudar a mejorar el ROTI al reducir el tiempo dedicado a tareas menos productivas. Dominar la gestión del tiempo conduce a una mayor productividad, resultando en un retorno global más alto del tiempo invertido.
La gestión del tiempo no debe confundirse con la gestión de los tiempos, o manejo de los tiempos, un término político que alude a elegir bien el momento de determinadas decisiones con múltiples efectos.

## Conceptos relacionados
La gestión del tiempo está relacionada con:
- Gestión de proyectos: la gestión del tiempo puede considerarse un subconjunto de la gestión de proyectos, y dentro de esta disciplina se conoce más habitualmente por planificación de proyectos y cronograma del proyecto. La gestión del tiempo también se ha identificado como una de las funciones fundamentales de la gestión de proyectos.[5]
- Gestión de la atención: la gestión de recursos cognitivos, y en particular el tiempo que las personas centran su mente en determinadas actividades, tiene fuertes lazos con la gestión del tiempo.

La gestión del tiempo en una organización es la ciencia de identificar, valorar y reducir los desperdicios de tiempo dentro de organizaciones. Identifica, informa y valora financieramente el tiempo mínimo necesario para cada tarea, el tiempo realmente empleado y el tiempo malgastado. A partir de ello recomienda cambios para convertir el tiempo malgastado en tiempo productivo.

## Visiones culturales de la gestión del tiempo
Las diferencias culturales en la forma de concebir el tiempo pueden afectar a la manera de gestionarlo. Por ejemplo, pensar en tiempo lineal es una manera de concebir el tiempo como fluyendo de un momento al siguiente de forma lineal. Esta percepción lineal de tiempo es predominante en América junto con la mayoría de países del norte de Europa, como Alemania, Suiza o Reino Unido. Las personas en estas culturas tienden a valorar mucho la gestión del tiempo productivo, y a evitar decisiones o acciones que resultarían en desperdiciar el tiempo. Esta visión lineal del tiempo se correlaciona con que estas culturas sean más “monocrónicas”, es decir, que prefieran hacer solo una cosa a la vez. En general, esta visión cultural lleva a centrarse mejor en cumplir una única tarea, y de ahí, a una gestión del tiempo más productiva.
Otra visión cultural del tiempo es la multitarea. En las culturas multitarea la mayor parte de la gente es más feliz cuantas más tareas realiza a la vez. Estas culturas son “policrónicas”: prefieren hacer múltiples tareas inmediatamente. Esta visión multitarea del tiempo es preponderante en países del sur de Europa, como España, Portugal o Italia. En estas culturas, las personas tienden a menudo a emplear tiempo en cosas que consideran más importantes, como acabar las conversaciones sociales. En entornos empresariales a menudo se presta poca atención al tiempo que duran las reuniones, mientras que sí se considera importante que la calidad de la reunión sea alta. En general, estas culturas se centran más en la sinergia y la creatividad que en la eficacia.
Finalmente está la visión cíclica. En las culturas con esta visión, el tiempo no se considera ni lineal ni relacionado con los acontecimientos. Como días, meses, años, estaciones y acontecimientos ocurren regular y repetitivamente, el tiempo se ve como cíclico. Por ello no se considera que se desperdicie, ya que siempre vuelve, puesto que hay una cantidad ilimitada. Esta visión cíclica del tiempo es prevalente en la mayoría de países asiáticos, incluidos Japón y China. En las culturas con visión temporal cíclica es más importante completar correctamente las tareas. Por tanto, la mayoría de la gente, antes de actuar, pasará más tiempo pensando en sus decisiones y el impacto que tendrán. En estas culturas la mayoría de las personas suelen comprender que, en otras culturas, la percepción del tiempo es distinta, y son conscientes de ello cuando interactúan con gentes de diferente visión.

## Conformación de un entorno que lleve a la eficacia
Como se ha dicho, la bibliografía sobre gestión del tiempo considera fundamental conformar un entorno que lleve a la eficacia. Esto incluye:
- "Organízate" -triaje de papeleo y tareas
- "Protege tu propio tiempo" a través del aislamiento y la delegación
- "Consecución a través de la gestión de metas y de centrarse en objetivos" -énfasis motivacional
- "Abandono de los malos hábitos" -superación de problemas psicológicos subyacentes, p. ej. procrastinación

Además es importante escoger el momento en que se abordan las tareas, porque hay tareas que requieren altos niveles de concentración y otras más rutinarias. Se recomienda realizar las tareas más difíciles a primera hora, cuando la persona está más descansada. O bien aprovechar los picos de atención que cada cronotipo tiene en determinados momentos del día (personas búho y personas alondra) para emplazar las labores más complejas, dejando las más sencillas para los valles de atención. La bibliografía mencionada también se centra en vencer problemas psicológicos crónicos como la procrastinación.
La incapacidad excesiva y crónica de una persona para gestionar eficazmente el tiempo puede ser un síntoma de trastorno por déficit de atención con hiperactividad (ADHD por sus siglas en inglés) o desorden de déficit de la atención (ADD por sus siglas en inglés). Los criterios de diagnóstico incluyen la constatación de un rendimiento real significativamente por debajo del potencial (underachievement), la dificultad para organizarse, problemas para empezar algo, dificultades para realizar varias tareas simultáneamente, y problemas para el seguimiento de las tareas que se están realizando. Algunos autores sugieren que patologías en la corteza prefrontal, que es la parte del cerebro más recientemente evolucionada, pueden estar detrás de estos problemas. Esta zona del cerebro realiza las funciones de intervalo de atención, control de los impulsos, organización, aprendizaje de la experiencia y autocontrol, entre otras. Algunos estudiosos argumentan que es posible cambiar la manera en que funciona el cortex prefrontal y ofrecen una solución.

## Establecimiento de prioridades y objetivos
Las estrategias de gestión del tiempo se asocian a menudo con la recomendación de establecer objetivos personales. Se pone énfasis en cosas como:
- Realizar las tareas por orden de prioridad –establecer objetivos y priorizar
- Fijar objetivos "gravitacionales" –que atraen automáticamente las acciones[13]

Estos objetivos se anotan y pueden ser divididos en un proyecto, un plan de acción o una sencilla lista de tareas. Se puede establecer un grado de importancia para tareas individuales o para objetivos, y pueden ponerse fechas límite y asignarse prioridades. Este proceso da como resultado un plan con una lista de tareas, un programa o un calendario de actividades. Puede ser recomendable una planificación diaria, semanal, mensual o por otros períodos. En la misma organización pueden coexistir planificaciones de diferente intervalo temporal, por ejemplo una mensual y otra anual, pero siempre coordinadas y elaborando la de menor intervalo de acuerdo a la de mayor. Siguiendo con el ejemplo, la planificación mensual se elabora teniendo en cuenta la anual, y para detallarla. Todo esto puede hacerse de las maneras siguientes.
Para valorar la importancia de una tarea pueden tenerse en cuenta los beneficios que aporta: inmediatos, a largo plazo o bajos. También, dentro de un proyecto complejo con múltiples tareas gestionado con la ayuda de un programa informático específico, se puede extraer el porcentaje de tiempo durante la simulación que una tarea estaba en la ruta crítica del proyecto. A mayor porcentaje, mayor importancia de esa tarea. La sensación de urgencia que una tarea suscita en una persona puede reflejar más la situación de esa persona que la auténtica importancia de la tarea.

### Análisis ABCD
Una técnica utilizada desde hace mucho en gestión empresarial es la categorización de numerosos datos en grupos. Estos grupos son a menudo nombrados con las primeras letras del alfabeto, A, B, C y D —de ahí el nombre. Las actividades se ordenan por estos criterios generales:
- A– Tareas que se perciben como urgentes e importantes
- B – Tareas importantes, pero no urgentes
- C – Tareas poco importantes, pero urgentes
- D – Tareas ni importantes ni urgentes

Cada grupo es entonces ordenado por prioridad. Para refinar más la priorización, algunos individuos fuerzan todas las actividades inicialmente clasificadas como B en las categorías A o C. El análisis ABCD de tareas puede incorporar más de 4 grupos. No debe confundirse con el análisis ABC para gestión de inventarios. La importancia de las tareas también se puede codificar con colores.
El análisis ABCD se combina frecuentemente con el análisis de Pareto.

### Análisis de Pareto
Parte de la idea de que el 80 % de las tareas pueden completarse en el 20 % del tiempo disponible, y el restante 20 % de las tareas consumirá el 80 % del tiempo. Este principio se emplea para dividir las tareas en 2 conjuntos. Se recomienda entonces asignar mayor prioridad a las tareas del primer grupo.
La regla del 80-20, denominada principio de Pareto, también puede aplicarse para aumentar la productividad: se supone que el 80 % de la productividad puede conseguirse haciendo solo el 20 % de las tareas. De modo parecido, el 80 % de los resultados puede atribuirse a solo el 20 % de las tareas. Si el objetivo de la gestión del tiempo es una mayor productividad, entonces estas tareas deberían tener mayor prioridad.

### Método Eisenhower
El método Eisenhower tiene su origen en una cita atribuida a Dwight D. Eisenhower: «Tengo dos clases de problemas, los urgentes y los importantes. Los urgentes no son importantes, y los importantes nunca son urgentes.» Debe destacarse que Eisenhower no reclama esta idea como propia, sino que la atribuye a un "presidente universitario anterior" cuyo nombre no menciona.
Utilizando el principio de decisión de Eisenhower, las tareas se evalúan con los criterios importante/sin importancia y urgente/no urgente, y entonces se colocan en los cuadrantes correspondientes de una matriz de Eisenhower (conocida también como un "tabla de Eisenhower", "caja de Eisenhower", "diagrama de Eisenhower" o "matriz de decisión de Eisenhower"). Entonces:
1. las tareas en el cuadrante Urgente/Importante se hacen inmediata y personalmente,[27] p. ej. crisis, fechas límite, problemas;[26]
2. las tareas en el cuadrante Importante/No urgente consiguen una fecha de finalización y se hacen personalmente, p. ej. relaciones, planificación, recreación;
3. las tareas en el cuadrante Urgente/Sin importancia se delegan, p. ej. interrupciones, reuniones, actividades; y
4. las tareas en el cuadrante Sin importancia/No urgente se desechan, p. ej. ladrones de tiempo,[28] actividades agradables, trivialidades.

### Método POSEC
POSEC es el acrónimo de las palabras "Priorizar Organizando, Agilizando (Streamlining), Economizando y Contribuyendo". El método dicta una plantilla qué enfatiza los sentidos inmediatos de seguridad emocional y seguridad monetaria del individuo medio. Sugiere que si un individuo atiende primero a sus responsabilidades personales, está mejor posicionado para arrimar el hombro con las responsabilidades colectivas.
En el acrónimo subyace una jerarquía de autorrealización, la cual refleja la jerarquía de necesidades de Abraham Maslow:
1. Prioriza –tu tiempo y define tu vida por objetivos
2. Organiza –las cosas que tienes que cumplir regularmente para tener éxito (familia y dinero)
3. Agiliza –lo que no te gusta hacer, pero tiene que hacerse (trabajo y faenas domésticas)
4. Economiza –las cosas que tendrías que hacer o que incluso te puede gustar hacer, pero que no son urgentes (pasatiempos y socialización)
5. Contribuye –prestando atención a las pocas cosas restantes que suponen una diferencia (obligaciones sociales)

## Eliminación de lo no prioritario
La gestión del tiempo también cubre cómo eliminar tareas que no aportan valor al individuo o a la organización.
Según Sandberg, las listas de tareas «no son la llave de la productividad que se afirma». Estima que «un 30 % de quienes confeccionan estas listas consumen más tiempo en gestionarlas que en realizar las tareas enumeradas».
Hendrickson afirma que la adhesión rígida a listas de tareas puede crear una "tiranía de la lista de cosas por hacer" que obliga a «desperdiciar tiempo en actividades sin importancia».
Autores como M. Sánchez consideran nociva cualquier forma de estrés para la salud y para el aprendizaje, incluso si es posible adaptarse a sus efectos dañinos. Pero el estrés es una parte inevitable de la vida diaria y Reinhold Niebuhr sugiere para afrontarlo, «tener la serenidad de aceptar las cosas que uno no puede cambiar y el valor para cambiar las que sí puede». Además se considera que existen tanto el estrés negativo (distrés) como el estrés positivo (eustrés o eutrés). Este último nos anima a enfrentarnos a los problemas, ser creativos y responder eficientemente.
Con el establecimiento de prioridades y objetivos puede surgir una emoción que se denomina "preocupación" (también es posible estar preocupado sin haber establecido ninguno). Esta emoción no tiene en cuenta el presente, sino que se fija en un futuro que nunca llega, lo que lleva al gasto infructuoso del tiempo y la energía de la persona. Es un coste innecesario o un aspecto falso que puede interferir con los planes debido al factor humano (la imprevisibilidad de cualquier situación en la que intervienen personas). El método Eisenhower es una estrategia utilizada para combatir la preocupación y las tareas imperativas, pero aburridas. La preocupación, al igual que el estrés, es una reacción a un conjunto de factores ambientales. Si la persona comprende que no es una parte de sí misma, puede gestionar su preocupación. Los atletas con un entrenador llaman esta gestión "poner cara de juego".
El cambio es duro y las rutinas de la vida diaria son los hábitos más profundamente arraigados. Para, en el tiempo dedicado a estudiar, eliminar lo que no es prioritario, se sugiere:
- dividir las tareas,
- capturar en la memoria los momentos,
- revisar el método de manejo de las tareas,
- aplazar tareas sin importancia,
- equilibrar los tiempos dedicados al descanso, sueño y ocio; y
- aprovechar astutamente los períodos en principio improductivos, por ejemplo escuchando grabaciones de las clases mientras se está en colas.[38]

## Factores que afectan negativamente a la gestión del tiempo
Algunos de estos factores son:
- los malos hábitos,
- la falta de definiciones de las tareas,
- la carencia de claridad en las definiciones,
- la sobreprotección del trabajo,
- el sentimiento de culpa por no alcanzar los objetivos y la subsiguiente evitación de las tareas actuales,
- definir tareas con expectativas más altas que su valor real,
- centrarse en asuntos de apariencia positiva sin evaluar su importancia para las necesidades personales,
- las tareas que requieren apoyo y tiempo; e
- intereses y conflictos específicos.[39]

Si la persona quiere gestionar eficazmente su tiempo es recomendable que se habitúe a emplear un proceso sistemático.

## Causas y efectos de los problemas con la gestión del tiempo
Algunas de las causas más comunes por las cuales no podemos tener una buena gestión de nuestro tiempo, y sus efectos, son:
- Problemas con la planificación: cuando no tenemos bien estimado el tiempo de una actividad, o surgen obstáculos, las demás tareas previstas para ese día tienen que desplazarse en el tiempo, con lo que terminamos siendo menos eficaces y hay que veces que nos desvelamos por acabar todo lo que nos quedó pendiente en el día. Por eso es tan importante tener una buena planificación de nuestras actividades.
- Excesos: el hacer demasiadas cosas a la vez, no terminar actividades, posponerlas y comenzar otra tarea nueva, nos puede afectar, ya que utilizamos tiempo para la tarea que luego interrumpimos sin saber si vamos a poder terminarla después.
- Estrés: causa y consecuencia de tener una mala gestión del tiempo. Por un lado la prisa hace que se deje de lado la planificación; por otro, querer realizar un número excesivo de actividades nos genera estrés. Además, este mismo estrés nos impide distinguir las importantes de las accesorias.[40]

## Herramientas para una eficaz gestión del tiempo

### La agenda

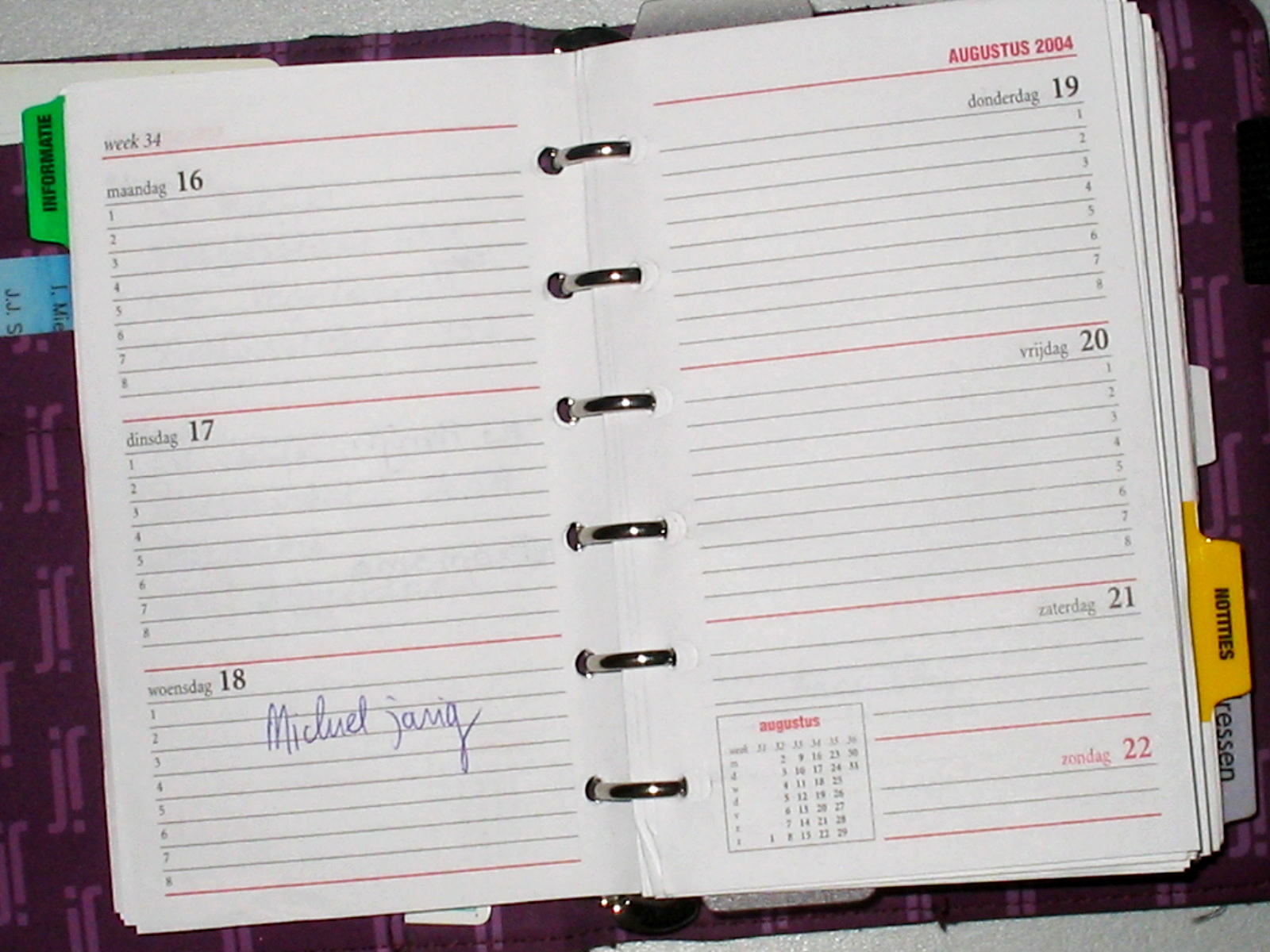
Agenda de sobremesa.

La agenda personal es un libro (páginas no extraíbles) o cuaderno (páginas extraíbles operando unas anillas o sistema análogo) que en sus hojas divide, normalmente en días, el tiempo de un período (habitualmente un año natural). Cada día del año suele tener una hoja, es decir, hay al menos una hoja (a veces más) para el 14 de marzo, otra para el 26 de abril, etc. La hoja de un día suele estar dividida en horas por líneas horizontales. La finalidad de la agenda es anotar, en el intervalo horario preciso, lo que la persona tiene que hacer, o desea hacer, ese día a esa hora. Es una herramienta de trabajo imprescindible para que se organicen los ejecutivos, muchos otros profesionales (como médicos que atienden a pacientes en su consulta), y estudiantes.
Una vez situadas las tareas que deben hacerse en un día y una hora precisos, se pueden rellenar el resto de las horas de vigilia (los "huecos de la agenda") con actividades que se necesita o se desea realizar, pero que no necesitan una colocación temporal tan ajustada. Aunque anotar en la agenda una tarea en el momento que surge la necesidad de hacerla es positivo, porque descarga la mente y favorece la concentración y la creatividad, la utilización eficaz de la agenda requiere dedicar unos minutos a organizar la de un período (normalmente una semana) antes de que empiece dicho periodo.
La palabra "agenda" tiene otros significados relacionados que conviene conocer.
Originalmente físicas, en la década de 1980 se popularizaron las agendas electrónicas, que en su mayoría dejaron de fabricarse con la irrupción de las aplicaciones (apps) tipo agenda que venían de serie con el teléfono inteligente (smartphone). Estas aplicaciones no solo permiten situar una tarea en una hora de un día, sino también cambiarla de momento con facilidad (en las agendas físicas hay que tachar la tarea en su espacio temporal original y volverla a escribir en otro intervalo) y programar avisos, del propio teléfono móvil o enviados a un correo electrónico.
Lo habitual es que cada persona gestione su propia agenda, pero en el caso de personas muy ocupadas suele hacerlo otra persona. Existen programas informáticos muy comunes que permiten a una persona organizar a distancia la agenda de otra.
Existen agendas físicas portátiles, de tamaños en torno a los 11 cm de alto x 8 cm de ancho, pensadas para que la persona las lleve encima (por ejemplo en un bolsillo) y otras más grandes, alrededor de 20 cm de alto x 13 cm de ancho, en principio pensadas para utilizarse sobre una mesa y no moverse de allí. También existen múltiples tamaños intermedios, e incluso más grandes o más pequeños que los 2 descritos.

### Las listas de tareas

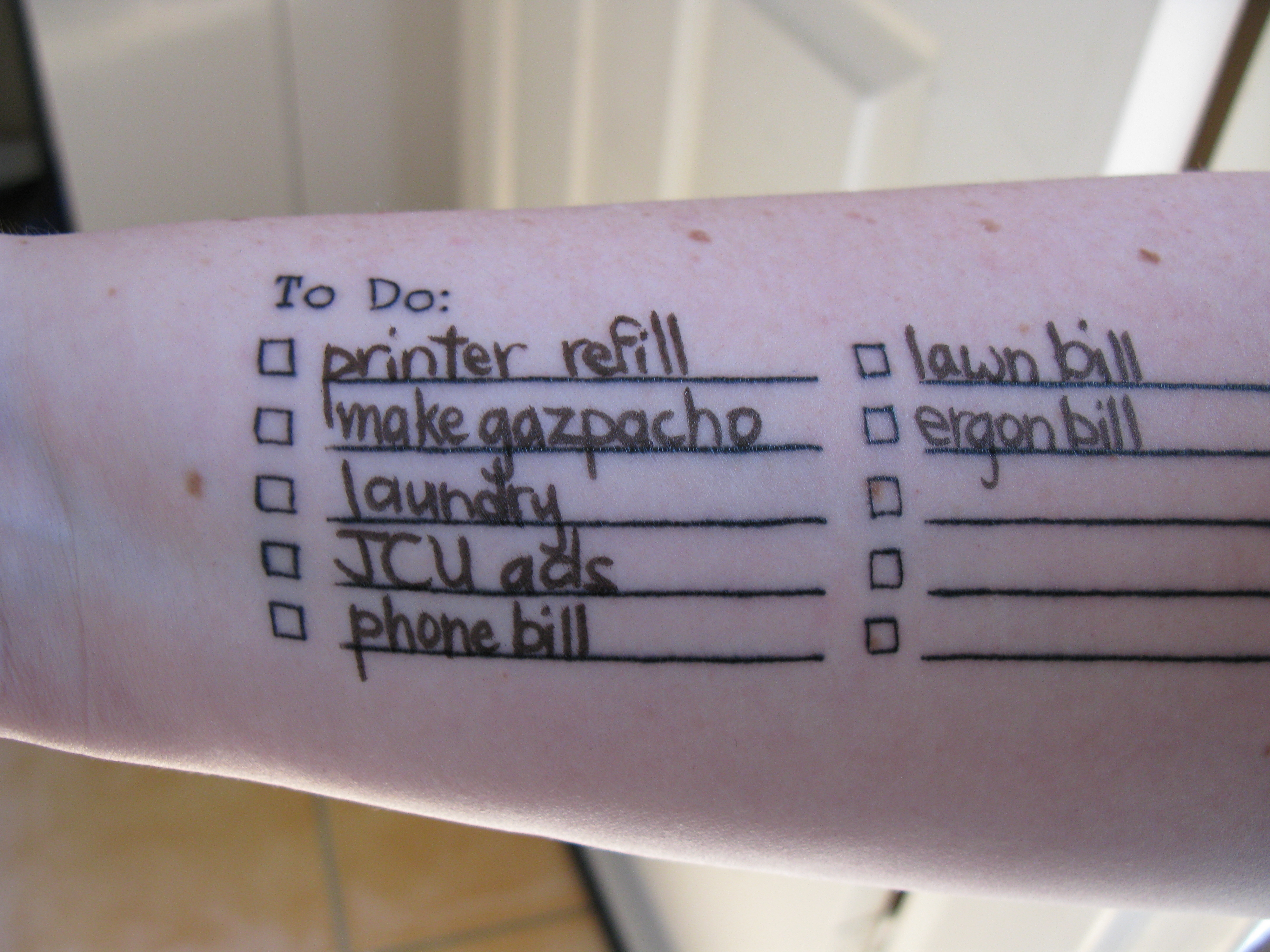
Una lista en blanco de cosas por hacer tatuada en el brazo de una persona, con cuadrados para marcar que se han hecho. Sobre las líneas del tatuaje se han escrito con bolígrafo negro algunas tareas.

Una lista de tareas (también llamada "lista de cosas por hacer") es una enumeración de actividades que se desea completar, como faenas domésticas o pasos hasta la terminación de un proyecto. Es una herramienta de inventario qué sirve como un alternativa a la memoria o un suplemento de ella.
Las listas de tareas se utilizan en la autoorganización (la gestión de uno mismo), la administración de empresas, la gestión de proyectos o el desarrollo de programas informáticos. Pueden implicar más de una lista.
Cuando se realiza uno de los elementos de una lista de tareas, la tarea se tacha, se visa (se escribe una pequeña marca al lado para indicar que se ha realizado) o se hace desaparecer de la lista (si se está empleando un soporte informático que lo permita). El método tradicional es escribir la lista en un papel con un bolígrafo o lápiz. Bajo el papel puede haber alguna superficie dura de apoyo (madera, plástico) que facilite la escritura. Esta superficie puede llevar algún tipo de pinza, normalmente metálica, para sujetar el papel. Las listas de tareas también pueden tener la forma de lista de comprobación, en papel o en soporte informático.
La escritora Julie Morgenstern, en sus recomendaciones sobre lo que se debe hacer y lo que no en la gestión del tiempo, sugiere:
- Mapea todo lo importante con una lista de tareas.
- Crea un "oasis de tiempo" para controlar.
- Di «no».
- Establece prioridades.
- No aplaces todo.
- No pienses que conseguirás realizar una tarea crítica durante tu tiempo de ocio.[45]

Se dispone ahora de numerosos equivalentes digitales, incluyendo aplicaciones para gestionar la información personal (PIM por sus siglas en inglés) y la mayoría de PDAs (tabletas). También existen programas informáticos basados en Internet para gestionar listas de tareas, muchos de los cuales son gratuitos. Asimismo hay aplicaciones (apps) para el teléfono inteligente (smartphone).

#### Organización de las listas de tareas
Las tareas de una lista son a menudo repartidas en días y divididas en categorías. El sistema de división más sencillo incluye una lista general de cosas por hacer (o un archivo de almacenaje de tareas) que contiene todas las tareas que una persona necesita realizar, y una lista diaria, que se crea cada día transfiriéndole tareas de la lista general. Una alternativa es crear una "lista de cosas que no hacer", para evitar tareas innecesarias.
Las listas de tarea son a menudo priorizadas:
- Una lista diaria de cosas que hacer, numeradas por orden de importancia, y que se hacen en ese orden, una a la vez, mientras lo permita el tiempo de esa jornada. Este sistema se atribuye al asesor Ivy Lee (1877–1934) como el consejo más provechoso recibido por Charles M. Schwab (1862–1939), presidente de Bethlehem Steel.[47][48][49]
- Un temprano partidario de la priorización "ABC" fue Alan Lakein, en 1973. En su sistema los elementos A eran los más importantes (existiendo un subgrupo A-1, todavía más importantes), los B eran los siguientes en importancia y los C, los menos importantes.[18]
- Un método particular de aplicar el sistema ABC[50] es asignar la A a las tareas que deben hacerse el mismo día, la B a las que deben hacerse la misma semana, y la C, a las que deben hacerse el mismo mes.
- Para priorizar una lista diaria de tareas, se pueden escribir las tareas de mayor a menor orden de prioridad, o bien, después de que ya se haya escrito la lista, se les puede asignar un número ("1" para las tareas de mayor prioridad, "2" para las siguientes, etc.) que indica el orden en que deben ejecutarse. El segundo método generalmente es más rápido, porque permite escribir las tareas más deprisa.[45]
- Otra manera de priorizar las tareas imperativas (grupo A) es poner primero la más desagradable. Cuándo está hecha, el resto de la lista se ve más fácil. La misma idea puede aplicarse a los grupos B y C, pero en vez de hacer enseguida la primera tarea (la más desagradable), motiva para hacer otras tareas de la lista y así evitar la primera.
- Un planteamiento completamente diferente, en contra de la priorización, fue propuesto por el escritor británico Mark Forster en su libro Hazlo mañana y otros secretos de la gestión del tiempo. Su planteamiento se basa en la idea de cerrar el intervalo temporal en que pueden hacerse las tareas de una lista, en vez de la tradicional lista "abierta" en este aspecto. Forster argumenta que la lista tradicional garantiza que casi siempre queden cosas por hacer. Defiende que cada día debe conseguirse realizar todas las tareas en la lista cerrada de ese día, y a quien no lo consiga, este planteamiento lo ayuda a diagnosticar dónde se está equivocando y qué necesita cambiar.[51]

#### Potenciales dificultades de las listas de tareas
- La mera gestión de la lista puede sustituir a la ejecución real de las tareas, si por procrastinación se prolonga innecesariamente el tiempo dedicado a la planificación. Esto es semejante a la parálisis por análisis. Como muchas actividades, la planificación del tiempo está sujeta a la ley de los rendimientos decrecientes.
- Para ser flexible, un sistema de tareas debe tener en cuenta que en algún momento podría producirse algún tipo de desastre. Una empresa debe estar preparada para un desastre. Hasta un pequeño desastre, si ningún responsable tiene en su agenda un hueco temporal para manejarlo, puede metastasizar y causar a la empresa mucho más daño que si se hubieran adoptado las medidas oportunas en el momento adecuado.[52]
- Para evitar atascarse en un patrón de desperdicio, el sistema de tareas también debería incluir sesiones regulares de evaluación y planificación (mensuales, semestrales y anuales) para podar las ineficiencias y asegurar que el usuario del sistema lleva un rumbo correcto hacia los objetivos que verdaderamente desea.[53]
- Si no se dedica regularmente algún tiempo a alcanzar objetivos a largo plazo, el usuario del sistema de tareas (un individuo o una empresa) puede quedarse atascado en un patrón perpetuo de planes a corto plazo, como quedarse en un trabajo particular mucho más que lo inicialmente planeado.[54]

### Programas informáticos
Muchas empresas utilizan programas informáticos de seguimiento de tiempos para controlar la jornada de trabajo de un empleado, las horas facturables, etc., p. ej. un software de gestión de bufetes.
Muchos programas informáticos de gestión del tiempo permiten múltiples usuarios, dejan que un usuario asigne tareas a otros y facilitan la comunicación a través del propio programa.
Las aplicaciones de lista de tareas pueden verse como una versión reducida de un gestor de la información personal o un software de administración de proyectos.
Las aplicaciones modernas de este tipo pueden permitir estructurar jerárquicamente las tareas (una tarea puede estar compuesta de subtareas que a su vez pueden contener otras subtareas), pueden proporcionar varios métodos de filtrar y ordenar la lista de tareas, y pueden dejar que el usuario asigne a cada tarea notas de cualquier longitud.
En contraste con el concepto de permitir al usuario múltiples filtrados, al menos un producto de software contiene un modo adicional donde es el propio programa el que intenta determinar dinámicamente las mejores tareas en cada momento.

### Sistemas de gestión del tiempo
Los sistemas gestión del tiempo a menudo incluyen un reloj de fichar o una aplicación basada en Internet para controlar las horas de trabajo de los empleados. Estos sistemas dan a los empresarios cierta visión sobre cómo emplea el tiempo su personal, permitiéndoles en cierta medida (dependiente de qué sistema hayan implantado) dirigirlo y planificarlo. De esta forma los empresarios pueden controlar los costes laborales y aumentar la productividad. Un adecuado sistema de gestión del tiempo trabajado automatiza procesos y elimina tareas tediosas.

### Consiguiendo hacer las cosas (GTD)
El método Consiguiendo hacer las cosas (GTD por sus siglas en inglés) fue creado por David Allen. La idea básica detrás de este método es acabar todas las tareas pequeñas inmediatamente y dividir las tareas grandes en otras más pequeñas para empezar a completarlas ya. El razonamiento detrás de este método es evitar la sobrecarga informativa o bloqueo mental que probablemente puede ocurrir cuando hay centenares de tareas. El empuje del GTD es que anima al usuario a hacer sus tareas tan rápido como sea posible, y a plasmar sus ideas en papel con igual ritmo, de modo que tareas e ideas son fáciles de ver y gestionar.

### Pomodoro
La "Técnica Pomodoro", de Francesco Cirillo, fue originalmente concebida a finales de la década 1980-1990 y gradualmente perfeccionada hasta ser finalmente definida en 1992. El nombre de la técnica viene de un temporizador de cocina con forma de tomate (pomodoro en italiano) inicialmente utilizado por Cirillo durante su etapa universitaria. El elemento de medida fundamental dentro de esta técnica es el "pomodoro", que tradicionalmente se define como un tiempo de 30 minutos dividido en 25 minutos de trabajo y 5 de descanso. Cirillo también recomienda un descanso más largo, de 15 a 30 minutos, después de cada 4 "pomodoros". A través de la experimentación con varios grupos de trabajo y actividades de mentoría, Cirillo determinó que la duración ideal del "pomodoro" estaba entre 20 y 35 minutos.

## Para saber más
- Allen, David (2001). Getting things done: the Art of Stress-Free Productivity. New York: Viking. ISBN 978-0-670-88906-8.
- Fiore, Neil A (2006). The Now Habit: A Strategic Program for Overcoming Procrastination and Enjoying Guilt- Free Play. New York: Penguin Group. ISBN 978-1-58542-552-5.
- Le Blanc, Raymond (2008). Achieving Objectives Made Easy! Practical goal setting tools & proven time management techniques.. Maarheeze: Cranendonck Coaching. ISBN 978-90-79397-03-7.
- Secunda, Al (1999). The 15 second principle : short, simple steps to achieving long-term goals. New York: New York : Berkley Books. pp. 157. ISBN 0-425-16505-1.

- Datos: Q355217
- Multimedia: Time management / Q355217